# Surenjav Ulambayar
Surenjav Ulambayar, née le 9 janvier 2000, est une para-taekwondoïste mongole. Elle devient championne paralympique en -52 kg en 2024.

## Carrière
En 2022, elle remporte la médaille d'argent des -52 kg aux Jeux para-asiatiques. L'année suivante, elle remporte l'or en -52 kg lors des Championnats d'Océanie Open en battant la Chinoise Shao Qian en finale.
Surenjav Ulambayar devient la première athlète femme à remporter une médaille en para-taekwondo pour la Mongolie en battant l'Iranienne Zahra Rahimi en finale des -52 kg. C'est la cinquième médaille tout sports confondus de la Mongolie aux Jeux paralympiques.

## Palmarès

### Jeux paralympiques
- médaille d'or en -52 kg aux Jeux paralympiques d'été de 2024 à Paris